# Slobodan Šijan
Slobodan Šijan (en serbe cyrillique : Слободан Шијан), né le 16 novembre 1946 à Belgrade, est un réalisateur et scénariste serbe.

## Filmographie
- 1980 : Qui chante là-bas ? (Ko to tamo peva)
- 1982 : The Marathon Family (Maratonci trče počasni krug)
- 1983 : How I Was Systematically Destroyed by an Idiot (Kako sam sistematski uništen od idiota)
- 1984 : Strangler vs. Strangler (Davitelj protiv davitelja)
- 1988 : Cognac (Tajna manastirske rakije)
- 2003 : Poor Little Hampsters (Siroti mali hrcki 2010)
- 2007 : Save Our Souls (S. O. S. - Spasite nase duse)

## Distinctions
- Festival du film de Pula 1980 : Arena de bronze du meilleur film pour Qui chante là-bas ?
- Festival des films du monde de Montréal 1982 : prix du jury pour The Marathon Family